# Engelbrecht Mannerburg
Engelbrecht Mannerburg, tidigare Dijkman, född 1649 i Hedemora församling, död 17 februari 1719, var en svensk landshövding.

## Biografi
Engelbrecht Dijkman föddes 1649 i Hedemora församling. Han var son till stadsskrivaren Per Engelbrektsson och Anna Lydertsdotter. Mannerburg blev 22 oktober 1673 student vid Uppsala universitet och blev 1676 konduktör vid jämtländska krigsmakten, tog avsked 1677. Han blev 1679 vice häradshövding, 1680 sekreterare vid reduktionskommissionen i Uppland och 1684 vid reduktionskommissionen i Estland. Den 2 oktober 1689 blev han assessor i Dorpats hovrätt och reduktionskommissarie på Ösel. Han adlades 18 juni 1690 till Mannerburg och introducerades 1693 i Sveriges riddarhus som nummer 1209. Mannerburg blev 1691 vice landshövding på Ösel och 1694 reduktionskommissarie i Estland. Han blev 18 januari 1695 lantrichter på Ösel och 12 september 1701 landshövding på Ösel. Den 3 september 1712 blev han landshövding i Västerbottens län. Mannerburg avled 1719.
Mannerburg ägde gårdarna Bremerfeldt i Wittenstens socken och Röal i Turgels socken.

## Familj
Mannerburg gifte sig 6 augusti 1689 med Sara Margareta Hellichia. Hon var dotter till prosten Haqvinus Elai Hellichius och Magdalena Andersdotter i Värmland. Till bröllopet skrev Michael Zethrin en liten kantat där de nio muserna framträder med textbörjan "Skall' nu det ädela Appollos följe", en parodivisa på en fransk operaaria. De fick tillsammans barnen Peter Mannerburg (1684–1696), Carl Mannerburg (1687–1696), Eleonora Mannerburg (död 1696), Anna Christina Mannerburg (död 1696), alla drunknade i Revals hamn vid storm och Elisabet Charlotta Mannerburg (död 1750) som var gift med generalmajoren Hans Henning Cronhjort och lantrådet Otto Heinrich von Rehbinder i Reval.